# Ťi-an (okres v Ťiang-si)
Ťi-an (čínsky pchin-jinem Jí'ān, znaky 吉安) je okres ležící v západní části centra městské prefektury Ťi-an v centrální části provincie Ťiang-si Čínské lidové republiky. Rozloha okresu je 2122 km², roku 2010 měl 464 295 obyvatel.

## Historie
Za říše Čchin zde v roce 211 př. n. l. vznikl okres Lu-ling (庐陵) podléhající komandérii Ťiou-ťiang. V roce 194 př. n. l. byl v době říše Chan z komandérie Ťiou-ťiang vyčleněna komandérie Lu-ling. Od 6. století se jméno celku nadřazeného okresu Lu-ling střídalo mezi „komandérií Lu-ling“ a „krajem Ťi-čou“. Ve 13. století okres Lu-ling podléhal fiskální oblasti Ťi-čou, později Ťi-an, po vzniku říše Ming reorganizované v prefekturu Ťi-an.
Roku 1914 byla prefektura Ťi-an zrušena a okres Lu-ling byl přejmenován na okres Ťi-an.
Roku 1949 byl z okresu Ťi-an vyděleno město Š’-jang v městský okres Ťi-an a okres i město byly začleněny do obvodu Ťi-an, roku 1968 přejmenovaném v prefekturu Ťi-an-šan, roku 1979 v prefekturu Ťi-an a roku 2000 v městskou prefekturu Ťi-an.